# Liste der Stolpersteine in Brünn

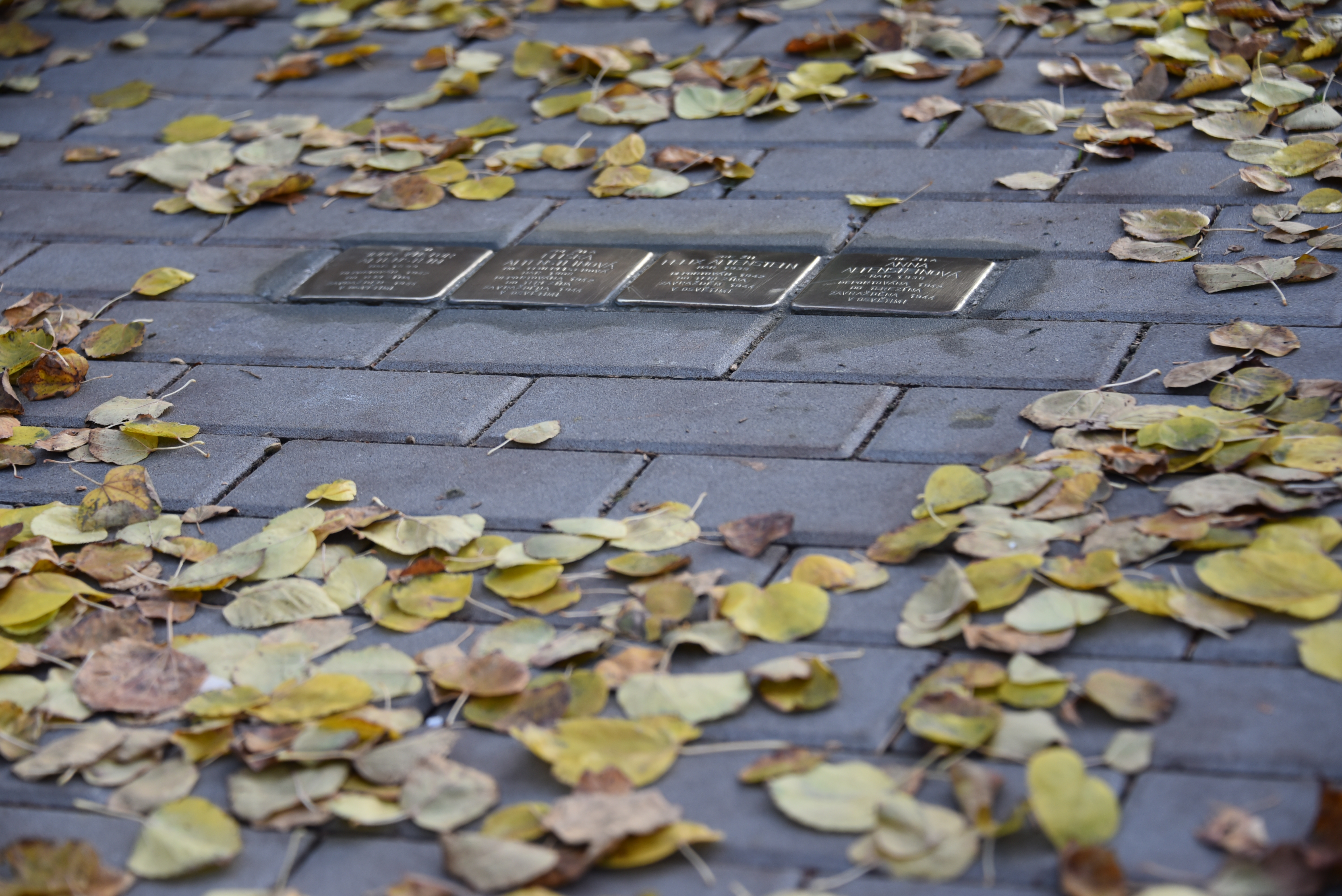
Stolpersteine in Brünn für die Familie Altenstein

Die Liste der Stolpersteine in Brünn enthält die Stolpersteine in Brünn (tschechisch: Brno), der Hauptstadt der tschechischen Region Jihomoravský kraj (Südmährische Region), die an das Schicksal der Menschen erinnern, welche von den Nationalsozialisten in Tschechien ermordet, deportiert, vertrieben oder in den Suizid getrieben wurden. Die Stolpersteine wurden von Gunter Demnig verlegt.
Im Regelfall werden Stolpersteine vor dem letzten selbstgewählten Wohnort verlegt. Das tschechische Stolpersteinprojekt Stolpersteine.cz wurde 2008 durch die Česká unie židovské mládeže (Tschechische Union jüdischer Jugend) ins Leben gerufen. Die Stolpersteine werden auf Tschechisch Kameny zmizelých genannt, Steine der Verschwundenen.

## Verlegte Stolpersteine
| Stolperstein | Übersetzung | Verlegeort                | Name, Leben |
| ------------ | --- | ------------------------- | --- |
|              | HIER LEBTE FELIX ALTENSTEIN GEB. 1933 DEPORTIERT 1942 NACH THERESIENSTADT ERMORDET 1944 IN AUSCHWITZ                        | Lesnická 11 ·             | Felix Altenstein wurde am 17. November 1933 als Sohn von Viktor Altenstein und Eliška Altensteinová geboren. Er wurde am 23. März 1942 mit dem Transport AD (Nummer 971) von Brünn nach Theresienstadt deportiert, von dort wurde er am 28. Oktober 1944 mit dem Transport EV (Nummer 61) nach Auschwitz deportiert, wo er vergast wurde. |
|              | HIER LEBTE DR. JUR. VIKTOR ALTENSTEIN GEB. 1899 DEPORTIERT 1942 NACH THERESIENSTADT ERMORDET 1944 IN AUSCHWITZ              | Lesnická 11 ·             | Viktor Altenstein wurde am 5. November 1899 in Krásno nad Bečvou geboren. Von 1920 bis 1924 studierte er an der Karls-Universität in Prag Jura. 1924 erlangte er den Doktor der Rechte und arbeitete ab 1927 als Rechtsanwalt in Brünn. Am 28. Juni 1931 heiratete er Eliska, geborene Feuerstein; mit ihr hatte er zwei Kinder: Anna Altensteinova und Felix Altenstein. Während der Besetzungszeit musste er seine Anwaltspraxis aufgeben. Er und seine Familie wurden aus dem Haus vertrieben, und am 23. März 1942 wurde die gesamte Familie von Brünn nach Theresienstadt deportiert (Viktor Altenstein trug während des Transportes die Nummer 969). Von hier erfolgte am 28. Oktober 1944 der Weitertransport der Familie nach Auschwitz (Viktor Altensteins Nummer auf dem Transport war die 60). Hier wurde die gesamte Familie vergast. Auch Viktor Altensteins Mutter wurde Opfer der Shoah; sie starb bereits in Theresienstadt. Auf einer Gedenktafel im Sportverein Sokol Brünn I wird Viktor Altenstein gedacht – er war hier Mitglied. |
|              | HIER LEBTE ANNA ALTENSTEINOVÁ GEB. 1938 DEPORTIERT 1942 NACH THERESIENSTADT ERMORDET 1944 IN AUSCHWITZ                      | Lesnická 11 ·             | Anna Altensteinová wurde am 16. Juli 1938 in Brünn als Tochter von Viktor Altenstein und Eliška Altensteinová geboren. Sie wurde mit ihrer gesamten Familie am 23. März 1942 mit dem Transport AD (Nr. 972) von Brünn nach Theresienstadt deportiert. Von dort wurde sie (wieder mit ihrer gesamten Familie) am 28. Oktober 1944 nach Auschwitz deportiert, wo sie vergast wurde. |
|              | HIER LEBTE ELIŠKA ALTENSTEINOVÁ GEB. FEUEREISENOVÀ GEB. 1908 DEPORTIERT 1942 NACH THERESIENSTADT ERMORDET 1944 IN AUSCHWITZ | Lesnická 11 ·             | Eliška Altensteinová, (auch Alžběta Altensteinová), geborene Feuereisen, wurde am 12. Juni 1908 in Brünn geboren. Am 28. Juni 1931 heiratete sie Viktor Altenstein. Das Paar hatte zwei Kinder, Anna und Felix. Am 23. März 1942 wurde sie mit ihrer ganzen Familie mit dem Transport AD (ihre Nummer war die 970) von Brünn nach Theresienstadt deportiert. Am 28. Oktober 1944 erfolgte der Weitertransport mit dem Transport EV (ihre Nummer war 62) nach Auschwitz, wo sie vergast wurde. |
|              | HIER LEBTE HELGA BANKS GEB. WEINEROVÀ GEB. 1920 GEFLÜCHTET 1939 ÜBERLEBT                                                    | Žampachova 1721/4 ·       | Helga Banks, geb. Weinerová, wurde 1920 geboren. Ihre Eltern waren Armin Weiner und Anna Weinerová. Sie emigrierte 1939 nach London, wo sie den ebenfalls aus Brünn stammenden Kurt Piowaty kennenlernte. Das Paar heiratete und reiste 1939 nach Panama. Als 1940 die USA US-Visa für ausländische Staatsangehörige in der Panamakanalzone ausgab, gingen Kurt und Helga nach New York City. Ihre Namen änderten die beiden in Anthony und Helen Vernon. 1954 ließ sich das Paar scheiden. Auch Helgas Vater und die zwei Geschwister (Hansi Hoffmann Weiner und Hetty Levy Weinerová) emigrierten 1939. Die Mutter Anna Weinerová wurde nach dem 12. Oktober 1944 in Auschwitz ermordet. |
|              | HIER LEBTE LEOPOLD BOCK GEB. 1884 DEPORTIERT 1941 NACH THERESIENSTADT ERMORDET 1942 IN RIGA                                 | Orli 26 ·                 | Leopold Bock wurde am 9. August 1884 in Brünn geboren. Am 23. August 1908 heiratete er Adele, geborene Parille. Das Paar hatte drei Kinder. Leopold Bock war Metzgermeister. Am 31. Januar 1927 kaufte er ein Haus in der Orlí ulici Nr. 26. 1939/1940 wurde die Familie gewaltsam aus dem Haus vertrieben; auch das Geschäft wurde enteignet. Leopold Bock wurde mit dem Transport K am 5. Dezember 1941 von Brünn nach Theresienstadt deportiert (Nummer auf dem Transport: 700); am 15. Januar 1942 wurde er mit dem Transport P (Nummer 655) nach Riga deportiert. Dort wurde er am 19. Januar 1942 in der Nähe der Stadt erschossen. Sein Sohn Erich (geboren am 26. Oktober 1913) konnte den Krieg versteckt überleben; er war der einzige Überlebende der Familie. |
|              | HIER LEBTE ADELE BOCKOVÁ GEB. PARILLE GEB. 1885 DEPORTIERT 1941 NACH THERESIENSTADT ERMORDET 1942 IN RIGA                   | Orli 26 ·                 | Adele Bocková, geb. Parille, wurde am 4. November 1885 in Opava geboren. Am 23. August 1908 heiratete sie Leopold Bock; das Paar hatte 3 Kinder. Am 5. Dezember 1941 wurde sie mit dem Transport K (Nummer auf dem Transport: 701) nach Theresienstadt deportiert. Am 15. Januar 1942 erfolgte ihre Weiterdeportation mit dem Transport P (Nummer 656) nach Riga. In der Nähe der Stadt wurde sie am 19. Januar 1942 erschossen. Ihr Sohn Erich (geboren am 26. Oktober 1913) konnte den Krieg versteckt überleben. Er war der einzige Überlebende der Familie. |
|              | HIER LEBTE WILLI BONDI GEB. 1897 VERHAFTET UND INTERNIERT ERMORDET 1941 IN RIGA                                             | Kpt.Jaroše 18 ·           | Wilhelm Bondi wurde am 9. August 1897 in Mariánské Lázne geboren. Er war der Sohn des Theaterdirektors Gustav Bondi (Direktor des Brünner Stadttheaters) und Enkel des Pädagogen und Schriftstellers Emanuel Bondi. Bondi war mit Karl Giese, einem Lebensgefährten von Magnus Hirschfeld, seit dessen Umzug nach Brünn eng befreundet. Bondi verbrachte viel Zeit mit der Familie, die eine eigene Loge im Mahen-Theater hatte und Giese so wahrscheinlich Gratisbesuche des Theaters ermöglichte. Auch stellte Bondi (mit Hilfe einer weiteren Person) die Möbel für Gieses Wohnung in Brünn zur Verfügung. Des Weiteren half Bondi Giese beim Übersetzen von Texten zur Homosexuellenbewegung. Er war jüdischer Herkunft und Mitglied einer Homosexuellen-Partei. Bei einer Razzia während eines Parteiabends wurde er von der Gestapo festgenommen. Er wurde nach Auschwitz deportiert, wo man ihn am 30. August 1941 ermordete. |
|              | HIER LEBTE MOŠE MORIC BREDA GEB. 1923 GEFLÜCHTET 1939 ÜBERLEBT                                                              | Vlhká 176/19 ·            | Moše Moric Breda wurde am 16. April 1923 in Brünn geboren. 1939 gelang ihm die Flucht – er überlebte den Holocaust und verstarb am 19. Januar 2013 in Tel Aviv. Er hatte an dem Befreiungskrieg teilgenommen, der zur Gründung des Staates Israel geführt hatte. Am 19. August 1951 hatte er Leah Segal geheiratet. Seine Eltern und sein Bruder Pavel waren 1944 in Auschwitz ermordet worden. |
|              | HIER LEBTE OTTO BREDA GEB. 1895 DEPORTIERT 1942 NACH THERESIENSTADT ERMORDET 1944 IN AUSCHWITZ                              | Vlhká 176/19 ·            | Otto Breda wurde am 1. Juli 1895 in Boskovice geboren. Er war verheiratet (2. Juni 1922) mit Olga Bredová (geborene Kahn). Das Paar hatte zwei Söhne, Pavel Breda und Moše Moric Breda. Am 28. Januar 1942 erfolgte seine Deportation nach Theresienstadt mit dem Transport Nr. U-834; am 29. September 1944 erfolgte der Weitertransport mit dem Transport Nr. El-1499 nach Auschwitz, wo er ermordet wurde. Auch seine Frau und sein Sohn Pavel wurden in Auschwitz ermordet; nur Moše Moric konnte sich durch Flucht retten. |
|              | HIER LEBTE PAVEL BREDA GEB. 1924 DEPORTIERT 1942 NACH THERESIENSTADT ERMORDET 1945                                          | Vlhká 176/19 ·            | Pavel Breda wurde am 23. Mai 1924 in Brünn geboren. Seine Eltern waren Otto und Olga (geborene Kahn) Breda. Pavel Breda wurde am 28. Januar 1942 mit dem Transport U (Nummer 836) von Brünn nach Theresienstadt deportiert. Hier arbeitete er in der Abteilung „Jugendfürsorge“. Am 29. September 1944 wurde er von hier nach Auschwitz deportiert (Transport EL, Nummer 72). In Auschwitz starb er auf Grund von Unterernährung. Im Propagandafilm Der Führer schenkt den Juden eine Stadt ist Pavel Breda als einer der Fußballspieler zu sehen (Liga Jugendfürsorge); die Sequenz wurde am 1. September 1944 gedreht. |
|              | HIER LEBTE OLGA BREDOVÁ GEB. 1900 DEPORTIERT 1942 NACH THERESIENSTADT ERMORDET 1944 IN AUSCHWITZ                            | Vlhká 176/19 ·            | Olga Bredová, geb. Kahn, wurde am 14. Februar 1900 in Turnov geboren. Am 2. Juni 1922 heiratet sie Otto Breda. Das Paar hatte zwei Söhne (Pavel und Mose Moric). Am 28. Januar 1942 wurde sie mit dem Transport U (Nr. 835) von Brünn nach Theresienstadt deportiert. Mit dem Transport En (Nr. 364) am 4. Oktober 1944 wurde sie von Theresienstadt nach Auschwitz deportiert, wo sie vergast wurde. |
|              | HIER LEBTE BERTHE DEUTSCH GEB. STRAKOSCHOVÀ GEB. 1889 DEPORTIERT 1942 NACH THERESIENSTADT ERMORDET 1942 IN WARSCHAU         | Mášova 24 ·               | Berthe Deutsch, (auch Bertha Deutschová), geb. Strakoschová, wurde am 15. August 1889 in Brünn geboren. 1913 heiratet sie Otto Deutsch. Das Paar hatte zwei Kinder – Harald und Gerde Edith Inge Deutsch. Am 23. März 1942 wurde sie mit dem Transport Ad (Nummer 102) Theresienstadt deportiert. Am 25. April 1942 erfolgte der Weitertransport nach Warschau (Transport AN, Nummer 740), wo sie umgebracht wurde. Auch ihr Ehemann und ihr Sohn überlebten die Shoah nicht. Einzig Tochter Gerde Edith Inge überlebte. |
|              | HIER LEBTE HERALD DEUTSCH GEB. 1917 DEPORTIERT 1944 NACH THERESIENSTADT ERMORDET 1944 IN SCHWARZHEIDE                       | Mášova 24 ·               | Herald Deutsch (laut Yad Vashem Harald Deutsch), wurde am 14. Juni 1917 in Brünn als Sohn von Berthe und Otto Deutsch geboren. Er wurde am 25. Februar 1944 von Prag nach Theresienstadt deportiert (Transport DV, Nummer 17); von dort erfolgte am 18. Mai 1944 der Weitertransport mit dem Transport Eb (Nummer 357) nach Auschwitz. Harald Deutsch wurden schließlich ins KZ-Außenlager Schwarzheide verlegt, um bei Wiederaufbau des KZs zu helfen. Hier wurde er am 1. Oktober 1944 ermordet. |
|              | HIER LEBTE OTTO DEUTSCH GEB. 1867 DEPORTIERT 1942 NACH THERESIENSTADT ERMORDET 1942 IN WARSCHAU                             | Mášova 24 ·               | Otto Deutsch wurde am 3. August 1867 in Brünn geboren. 1913 heiratet er Berthe Deutsch; mit ihr hatte er zwei Kinder – Harald und Gerde Edith Inge Deutsch. 1918 arbeitete er zusammen mit seinem Bruder Moriz in der Gesellschaft seines Onkels Heinrich Karl Deutsch als Händler, und sie gründen die Firma Brüder Deutsch, die alkoholische Getränke, Fruchtsäfte und Essig herstellte. Ab 1931 kam ein Weingeschäft hinzu. Als Heinrich Karl Deutsch 1931 starb, übernahmen Otto und Moriz das Unternehmen ihres Onkels. Nach der Besetzung der Tschechoslowakei wurde das Unternehmen unter Zwangsverwaltung gestellt, und am 7. September 1941 wurde es für 535.000 Kronen an Jemelik Ludwig zwangsverkauft. Nach dem Ende des Zweiten Weltkrieges wurde Alois Deutsch Verwalter der Firma. Moriz Sohn Gerhard Karl Deutsch versucht eine Rückgabe des Grundstückes zu erwirken, sowie die Hälfte des Unternehmens und der Vermögenswerte zu erhalten; die andere Hälfte sollte an die überlebende Tochter von Otto Deutsch, Gerde, gehen. Doch wurde 1948 die Firma verstaatlicht. Neuer Verwalter wurde Rájecké závody lihovarské; es erfolgte keine Wiedergutmachung. Otto Deutsch wurde am 23. März 1942 mit dem Transport AD (Nr. 101) nach Theresienstadt deportiert. Am 25. April 1942 wurde er mit dem Transport An (Nr. 739) nach Warschau deportiert, wo er umgebracht wurde. Auch seine Frau Berthe starb in Warschau. Sein Sohn Harald wurde im KZ Schwarzheide ermordet; einzig Tochter Gerde Edith Inge konnte überleben. |
|              | HIER LEBTE PROF. DR. PHIL. VLADIMIR GROH GEB. 1895 VERHAFTET 1941 ERMORDET 1941 IN BRÜNN                                    | Grohova 56a ·             | Vladimír Groh wurde am 26. Januar 1895 in Holešov geboren. Er war klassischer Philologe und ab 1931 Professor für Alte Geschichte an der Masaryk-Universität in Brünn. Von 1934 bis 1939 lehrte er auch an der Comenius-Universität in Bratislava. Am 10. Juli 1920 heiratete er Marií Roubalovou; mit ihr hatte er einen Sohn, Vladimir. Nach der Machtübernahme durch die Nationalsozialisten schloss er sich dem Widerstand an. Am 6. Februar 1941 wurde er deswegen verhaftet und am 30. September 1941 vor einem Kriegsgericht wegen Störung der öffentlichen Sicherheit und Ordnung sowie Vorbereitung zum Hochverrat zum Tode verurteilt. Das Urteil wurde am selben Tag vollstreckt. |
|              | Pavel Haas | Smetanova 630/28 ·        | Pavel Haas wurde am 21. Juni 1899 in Brünn als Sohn von Olga und Zikmund Haas geboren. 1919 begann er eine Ausbildung am neu gegründeten Konservatorium in Brünn; von 1929 bis 1922 studierte er Komposition in der Meisterklasse von Leoš Janáček. Pavel Haas arbeitete zunächst im Schuhgeschäft des Vaters, kurze Zeit auch als Opernkorrepetitor in Brünn und Saarbrücken. Sein Bruder Hugo Haas verschaffte ihm Arbeit in Theatern. Ab den 1930er Jahren komponierte er Musik für Filme, in denen sein Bruder mitwirkte; ab 1935 lehrte er Musiktheorie als Privatlehrer. Schließlich wurde er Musiklehrer an der Hochschule in Brünn; zudem arbeitete er als freischaffender Komponist. Nach Janáčeks Tod wurde Haas 1929 Nachfolger als Vorsitzender des Mährischen Komponistenverbands. Am 2. April 1938 wurde Haas’ dreiaktige Oper Šarlatán (Der Scharlatan) im Alten Theater am Wall in Brünn mit großem Erfolg uraufgeführt. Nach dem Einmarsch deutscher Truppen 1939 wurde seine Musik aufgrund seiner jüdischen Abstammung verboten; auch seiner nichtjüdischen Frau (Soňa Jakobson, Heirat am 17. Oktober 1935) wurde jegliche Erwerbstätigkeit untersagt. Um sie und die gemeinsame Tochter (Olga, geboren am 1. November 1937) vor weiterer Verwolgung zu schützen, ließ er sich scheiden. Am 2. Dezember 1941 wurde Pavel Haas mit dem Transport G (Nummer 731) von Brünn nach Theresienstadt deportiert. Im Lager komponierte Pavel Haas weiter; seine Studie für Streichorchester wurde am 23. Juni 1944 beim Besuch des Internationalen Komitees vom Roten Kreuz (IKRK) uraufgeführt. Auch im Propaganda-Film Der Führer schenkt den Juden eine Stadt ist Haas kurz zu sehen. Nach Abschluss dieser Propagandaaktionen verfügten die Nazis im Oktober 1944 die Einstellung aller künstlerischen Aktivitäten und deportierten am 16. Oktober viele Künstler, darunter auch Haas, in das Vernichtungslager Auschwitz, wo er an einem der darauffolgenden Tage ermordet wurde. Auch sein Vater Zikmund Haas wurde in Auschwitz ermordet. Sein Bruder Hugo konnte rechtzeitig fliehen und überlebte. |
|              | Zikmund Haas | Smetanova 630/28 ·        | Zikmund Haas wurde am 30. September 1871 in Holice geboren. Er war verheiratet mit Olga, geborene Epstein. Das Paar hatte zwei Söhne – Pavel und Hugo Haas. Zikmund Haas war Schuhmacher und besaß zwei Geschäfte in Brünn. Am 29. März 1942 wurde er mit dem Transport Ae (Nummer 622) von Brünn nach Theresienstadt deportiert, wo er am 13. Mai 1944 ermordet wurde. Auch sein Sohn Pavel Haas wurde ermordet (in Auschwitz); sein Sohn Hugo konnte rechtzeitig fliehen und überlebte. |
|              | Artur Heinrich | Burianovo náměstí 13      | Artur Heinrich wurde am 23. Juli 1885 geboren. Er war mit Hildegarda Heinrichová verheiratet; das Paar hatte eine Tochter – Dorotea. Am 29. März 1942 wurde die gesamte Familie mit dem Transport Ae von Brünn nach Theresienstadt deportiert (Artur Heinrichs Nummer war die 608). Am 27. April 1942 wurde die Familie mit den Transport Aq nach Izbica deportiert (Artur Heinrich hatte die Nummer 786), wo alle umgebracht wurden. |
|              | Dorotea Heinrichova | Burianovo náměstí 13      | Dorotea Heinrichová wurden am 13. August 1924 geboren; ihre Eltern waren Artur und Hildegarda Heinrich. Am 29. März 1942 wurde sie, wie ihre Eltern, mit dem Transport Ae (Nummer 610) von Brünn nach Theresienstadt deportiert. Von dort wurde die Familie mit dem Transport Aq (Dorotea's Nummer auf dem Transport war die 788) nach Izbica deportiert, wo die ganze Familie ermordet wurde. Die Familie Passer besaß Land östlich von Prag; noch heute (Stand: 2016) werden überlebende Erben gesucht. |
|              | Hildegarda Heinrichova (geb. Passer)                                                                                        | Burianovo náměstí 13      | Hildegarda Heinrichová wurde am 17. Juli 1896 geboren. Sie war verheiratet mir Artur Heinrich; das Paar hatte eine Tochter – Dorotea. Am 29. März 1942 wurde die gesamte Familie mit dem Transport Ae von Brünn nach Theresienstadt deportiert (Hildegarda Heinrichovás Nummer auf diesem Transport war die 609). Am 27. April 1942 wurde die Familie mit den Transport Aq nach Izbica deportiert Artur (Heinrich hatte die Nummer 787), wo alle umgebracht wurden. |
|              | Leopold Herzog | Orlí 480/7 ·              | Leopold Herzog wurde am 26. Mai 1876 in Böhmen geboren. Er war Händler und verheiratet mit Emma Herzogová, geborene Teller. Am 2. Dezember 1941 wurde er mit dem Transport G (seine Nummer war die 488) von Brünn ins Ghetto Theresienstadt deportiert. Sie wurde am 12. März 1943 ermordet. Das Paar hatte mindestens ein Kind, das den Holocaust überlebte – die Meldung an Yad Vashem erfolgte durch einen Enkelsohn. |
|              | Emma Herzogova (geb. Teller)                                                                                                | Orlí 480/7 ·              | Emma Herzogová (auch Ema) wurde am 13. November 1884 als Emma Teller in Hodonin geboren. Sie war verheiratet mit Leopold Herzog. Am 2. Dezember 1941 wurde sie mit dem Transport G (ihre Nummer war die 489) von Brünn ins Ghetto Theresienstadt deportiert. Sie wurde am 15. Juli 1944 ermordet. Das Paar hatte mindestens ein Kind, das den Holocaust überlebt hat – die Meldung an Yad Vashem erfolgte durch einen Enkelsohn. |
|              | Hansi Hoffman | Žampachova 1721/4 ·       | Hansi Hoffmann, eigentlich Hans Weiner, wurde 1916 geboren. Seine Eltern waren Armin Weiner und Anna Weinerová. Ihm, Seinem Vater und den zwei Geschwistern (Helga Banks, Hetty Levy Weinerová) gelang 1939 die Flucht – sie überlebten. Die Mutter Anna Weinerová wurde nach dem 12. Oktober 1944 in Auschwitz ermordet. |
|              | Hans Horner | Vlhká 173/17 ·            | Hans Horner wurde am 18. April 1892 in Miroslav u Moravského Krumlova geboren. Er war Fleischer und verheiratet mit Margarte (Grete) Hornerová, geborene Bock, ebenfalls Fleischerin. Das Paar hatte zwei Kinder – Haran und Alice (Lycie) Horner. Hans Horner war Fleischer. Er wurde mit seiner Frau am 24. April 1942 nach Theresienstadt deportiert (transport AM). Von dort wurden sie am 6. September 1943 mit dem Transport DI (seine Nummer war die 850) nach Auschwitz deportiert; beide wurden dort ermordet. Auch die Tochter Alice (Lycie), die inzwischen auch nach Auschwitz deportiert worden war, wurde zur selben Zeit ermordet. Sein Sohn Haran überlebte. |
|              | Alice Lyci Hornerová | Vlhká 173/17 ·            | Alice (Lycie) Hornerová wurde am 12. April 1924 geboren. Ihre Eltern waren Hans und Margarete Horner. Sie wurde am 16. Juli 1942 mit dem Transport AAr (ihre Nummer auf dem Transport war die 447) von Prag nach Theresienstadt deportiert. Von dort wurde sie zusammen mit ihren Eltern am 6. September 1943 mit dem Transport DI (ihre Nummer war die 849) nach Auschwitz deportiert; dort wurden alle drei umgebracht, einzig ihr Bruder Haran konnte überleben. |
|              | Grete Hornerová (geb. Bock)                                                                                                 | Vlhká 173/17 ·            | Margarete (Grete) Hornerová wurde am 30. Juli 1899 in Brünn geboren. Sie war Fleischerin und verheiratet mit Hans Horner, ebenfalls Fleischer. Das Paar hatte zwei Kinder – Haran und Alice (Lycie) Horner. Sie wurde mit ihrem Mann am 24. April 1942 nach Theresienstadt deportiert (Transport AM, ihre Nummer lautete 411). Von dort wurden sie am 6. September 1943 mit dem Transport DI nach Auschwitz deportiert; beide wurden dort ermordet. Auch die Tochter Alice (Lycie), die inzwischen auch nach Auschwitz deportiert worden war, wurde zur selben Zeit ermordet. Ihr Sohn Haran überlebte. |
|              | Jan Jebavý | Heinrichova 215/30 ·      | Jan Jebavý wurde am 5. Oktober 1908 in Brünn geboren. Er studierte Augenheilkunde an der Masaryk-Universität und promovierte am 27. Mai 1933. Von 1937 bis 1941 lehrte er an der Masaryk-Universität. Am 20. März 1936 heiratete er Svatava Jebavá (geborene Gallusová), eine Lehrerin. Mit ihr hatte er eine am 17. Juni 1937 geborene Tochter, Hana. Am 1. September 1939 wurde er im Zuge der Aktion Albrecht I. verhaftet und blieb bis 10. Oktober 1939 in der Festung Špilberk in Haft. Danach schloss er sich dem Widerstand an und gehörte der Organisation Obrana národa (Verteidigung der Nation) an. Am 8. Oktober 1941 wurde er wieder verhaftet und am 27. November 1941 vor dem Kriegsgericht in Brünn angeklagt und der Gestapo übergeben. Am 20. Januar 1942 wurde er durch eine Injektion ins Herz im KZ Mauthausen hingerichtet. |
|              | František Koláček | Pionýrská 245/7 ·         | František Koláček wurde am 9. Dezember 1881 in Brünn geboren. Er war der Sohn des Physikers František Koláček und dessen Frau Aloisie Koláčková. Ab 1921 lehrte er an der Masaryk-Universität in Brünn. Zunächst wurde er Dozent für Länderkunde; ab 1923 wurde er Außerordentlicher Professor mit Spezialisierung auf Geographie, ab 1929 Ordentlicher Professor. 1931 bis 1932 war er Dekan der Fakultät für Naturwissenschaften und gründete das Institut für Geographie. Er war Mitglied der Česká geografická společnost (ČGS; Tschechische Geografische Gesellschaft) und gründete 1924 eine Abteilung in Brünn, deren erster Vorsitzender er wurde. Am 19. August 1939 heiratete er die Ärztin Miroslava Koláčková (geborene Kuhnová), die zwei Kinder aus erster Ehe mitbrachte. Nach der deutschen Besetzung der Tschechoslowakei schloss Koláček sich der Widerstandsbewegung der Brünner Hochschullehrer an. Am 8. August 1941 wurde er deswegen verhaftet und am 13. Januar 1942 vor dem Kriegsgericht in Brünn zum Tode verurteilt. Das Urteil wurde am 7. Mai 1942 im KZ Mauthausen vollstreckt. |
|              | Erwin Laufer | Bratislavská 250/69 ·     | Erwin Laufer wurde am 29. Januar 1905 geboren. Er war verheiratet mit Thea. Er wurde am 8. April 1942 mit dem Transport Ai (seine Nummer auf dem Transport war die 849) von Brünn nach Theresienstadt deportiert. Am 29. September 1944 wurde er mit dem Transport El (seine Nummer auf dem Transport war die 92) von Theresienstadt nach Auschwitz-Birkenau transportiert. Als das KZ Auschwitz evakuiert wurde, musste er sich auf einen Todesmarsch nach Dachau begeben. Dort wurde er am 28. März 1945 ermordet. Das Geschwisterpaar Herta und Karl konnte rechtzeitig fliehen; sie waren Passagiere der Milos, wechselten auf die MS Patria, auf der es zu einer Explosion mit hunderten Toten kam, überlebten und gelangten nach Eretz Israel. |
|              | Franz Laufer | Bratislavská 250/69 ·     | Franz Laufer (auch František Arnošt Laufer) wurde am 27. Oktober 1903 in Brünn geboren. Seine Eltern waren Sigfried und Selma Laufer. Seine Mutter starb nach der Geburt seiner Schwester Herta; sein Vater heiratete ein weiteres Mal – Helene. Spätestens im März 1941 befand sich Franz Laufer im KZ Dachau; es existiert ein Brief seines Vaters an Adolf Hitler vom 14. März 1941, in dem er um das Leben seines Sohnes fleht. Am 18. August 1945 versuchte seine Schwester Herta, inzwischen verheiratete Pick, mit ihm Kontakt aufzunehmen. Am 20. Januar 1947 schrieb ihr das Rote Kreuz auf diesen Brief zurück, dass ihr Bruder Franz Laufer am 1. Juli 1942 in Dachau ermordet worden war. Das Geschwisterpaar Herta und Karl konnte rechtzeitig fliehen. Sie waren Passagiere der Milos, wechselten auf die MS Patria, auf der es zu einer Explosion mit hunderten Toten kam, überlebten und gelangten nach Eretz Israel. |
|              | Helene Laufer | Bratislavská 250/69 ·     | Helene Laufer wurde am 15. Februar 1881 in Znaim Geboren. Sie war verheiratet mit Sigfried Laufer; für diesen war es nach dem Tod seiner ersten Frau Selma die zweite Ehe. Am 4. April 1942 wurde sie mit dem Transport Ah (ihre Nummer auf dem Transport lautete 131) von Brünn nach Theresienstadt deportiert. Von dort wurde sie am 18. April 1942 mit dem Transport Ap (ihre Nummer auf dem Transport lautete 398) nach Rejowiec überstellt. Dieser Transport bestand aus 997 Menschen; nur drei davon überlebten. Helene Laufer überlebte die Shoah nicht. |
|              | Paul Laufer | Bratislavská 250/69 ·     | Paul Laufer wurde am 19. Februar 1942 in Brünn geboren. Er wurde am 8. April 1942 mit dem Transport Ai (seine Nummer auf dem Transport lautete 851) von Brünn nach Theresienstadt deportiert. Am 6. Oktober 1944 wurde er mit dem Transport Eo (seine Nummer auf dem Transport lautete 412) nach Auschwitz überstellt. Paul Laufer, noch ein Kleinkind, wurde in Auschwitz ermordet. |
|              | Sigfried Laufer | Bratislavská 250/69 ·     | Sigfried Laufer wurde am 6. Februar 1876 in Vlasatice geboren. Er war in erster Ehe mit Selma verheiratet, mit der er die Kinder Erwin, Franz, Herta und Karl hatte. Nach der Geburt der Tochter Herta verstarb Selma. In zweiter Ehe war Sigfried mit Helene Laufer verheiratet. Als erster wurde Sohn Franz deportiert (1941). Mit einem Brief vom 14. April 1941 an Adolf Hitler flehte er diesen um das Leben seines Sohnes an – erfolglos. Noch im Jahr 1941 wurde auch Sigfried deportiert; er kam nach Mauthausen, wo Sigfried Laufer am 13. Oktober 1941 ermordet wurde. Auch seine Frau Helene wurde 1942 deportiert und überlebte nicht. Sohn Erwin wurde ebenso 1942 deportiert und im März 1945 ermordet. Einzig seine Kinder Herta und Karl konnten rechtzeitig fliehen. Sie waren Passagiere der Milos, wechselten auf die MS Patria, auf der es zu einer Explosion mit hunderten Toten kam, überlebten und gelangten nach Eretz Israel. |
|              | Thea Laufer | Bratislavská 250/69 ·     | Thea Laufer wurde am 16. Oktober 1902 geboren. Sie war verheiratet mit Erwin Laufer. Am 8. April 1942 wurde sie zusammen mit ihrem Ehemann mit dem Transport AI von Brünn nach Theresienstadt deportiert (ihre Nummer auf dem Transport lautete 850). Am 6. Oktober 1944 wurde sie mit dem Transport Eo nach Auschwitz überstellt (ihre Nummer auf dem Transport lautete 411). Thea Laufer überlebte die Shoah nicht. |
|              | Hetty Levy (geb. Weinerová)                                                                                                 | Žampachova 1721/4 ·       | Hetty Levy war die Tochter von Armin Weiner und Anna Weinerová. Ihr, ihrem Vater und den zwei Geschwistern Hansi Hoffmann (Weiner) und Helga Banks gelang 1939 die Flucht – sie überlebten. Die Mutter Anna Weinerová wurde nach dem 12. Oktober 1944 in Auschwitz ermordet. |
|              | Adele Löffler (geb. Berger)                                                                                                 | Táborská 923/193a ·       | Adele Löffler wurde am 17. Januar 1880 in Wallachisch Meseritsch geboren. Sie war die Schwester von Marta Löwy; beide wurden am 28. Januar 1942 mit dem Transport U von Brünn ins Ghetto Theresienstadt deportiert (Adeles Nummer auf dem Transport lautete 807). Am 23. April 1942 wurde Adele Löffler von hier mit dem Transport Al nach Lublin überstellt (ihre Nummer auf dem Transport lautete 197). Sie überlebte die Shoah nicht. |
|              | Marta Löwy (geb. Berger) | Táborská 923/193a ·       | Marta Loewy wurde am 22. April 1888 in Wallachisch Meseritsch geboren. Sie war verheiratet mit Isidor Löwy, einem Arzt, der in Uhensky Brod geboren worden war. Mit ihm lebte sie in Luntenburg. Isidor Löwy starb vor 1939. Sie wurde am 28. Januar 1942 zusammen mit ihrer Schwester Adele Löffler mit dem Transport U von Brünn ins Ghetto Theresienstadt deportiert (ihre Nummer auf dem Transport lautete 759). Am 23. April 1942 wurde sie von hier mit dem Transport Al nach Lublin überstellt (ihre Nummer auf dem Transport lautete 196). Marta Löwy überlebte die Shoah nicht. |
|              | Julius Morgenstern | Purkyňova 2422/86 ·       | Julius Morgenstern wurde am 16. Dezember 1865 geboren. Er war verheiratet mit Laura Morgenstern, geborene Weinerová. Er arbeitete als Machinist. Das Paar hatte fünf Kinder: Richard, Egon, Renate, Armin und Franziska. Er wurde am 31. März 1942 mit dem Transport Af von Brünn ins Ghetto Theresienstadt deportiert (seine Nummer auf dem Transport lautete 141). Am 25. April 1942 wurde er mit dem Transport An nach Warschau überstellt (seine Nummer auf dem Transport lautete 302). Julius Morgenstern überlebte die Shoah nicht. Sohn Richard war verheiratet mit Božena; das Paar hatte fünf Kinder: Alžběta (geboren 1936), Marie (geboren 1938), Jaroslav (geboren 1940), Pavel (geboren 1943) und Petr (geboren 1942). Richard wurde nach Theresienstadt deportiert, schließlich auch seine Kinder. Alle Kinder und auch Richard konnten überleben. 1947 benannte sich die Familie in Malinova um. Auch Sohn Egon überlebte; seine Erinnerungen erschienen als Buch (Stanislav Poskočil: Egon Morgenstern – Přežil jsem peklo gulagu). Tochter Renate wurde in Minsk ermordet. Armin war im Widerstand gewesen und wurde Ehrenbürger von Lostice. |
|              | Laura Morgensternová (geb. Weinerová)                                                                                       | Purkyňova 2422/86 ·       | Laura Morgensternová wurde am 10. Juli 1880 geboren. Sie war verheiratet mit Julius Morgenstern und arbeitete als Geburtshelferin. Das Paar hatte fünf Kinder: Richard, Egon, Renata, Armin und Franziska. Sie wurde am 31. März 1942 mit dem Transport Af von Brünn ins Ghetto Theresienstadt deportiert (ihre Nummer auf dem Transport lautete 142). Laura Morgenrsternová überlebte die Shoah nicht. Sohn Richard war verheiratet mit Božena; das Paar hatte fünf Kinder: Alžběta (geboren 1936), Marie (geboren 1938), Jaroslav (geboren 1940), Pavel (geboren 1943) und Petr (geboren 1942). Richard wurde nach Theresienstadt deportiert, schließlich auch seine Kinder. Alle Kinder und auch Richard konnten überleben. 1947 benannte sich die Familie in Malinova um. Auch Sohn Egon überlebte; seine Erinnerungen erschienen als Buch (Stanislav Poskočil: Egon Morgenstern – Přežil jsem peklo gulagu). Tochter Renate wurde in Minsk ermordet. Armin war im Widerstand gewesen und wurde Ehrenbürger von Lostice. |
|              | Renata Morgensternová | Purkyňova 2422/86 ·       | Renata (Renate) Morgensternová wurde am 9. März 1917 geboren. Sie war eines von fünf Kindern von Laura und Julius Morgenstern. Am 31. März 1942 wurde sie zusammen mit ihren Eltern mit dem Transport Af von Brünn ins Ghetto Theresienstadt deportiert (ihre Nummer auf dem Transport lautete 142). Am 18. April 1942 wurde sie mit dem Transport AP nach Minsk deportiert (ihre Nummer auf dem Transport lautete 261). Der Zug erreichte Rejowiec am 20. April 1942. Hier wurde sie in einem Haus untergebracht, dessen jüdische Bewohner zuvor, um wieder Platz zu schaffen, ermordet wurden. Renata Morgensternová überlebte die Shoah nicht. Auch Renatas Eltern haben die Shoah nicht überlebt. Bruder Richard war verheiratet mit Božena, das Paar hatte fünf Kinder: Alžběta (geboren 1936), Marie (geboren 1938), Jaroslav (geboren 1940), Pavel (geboren 1943) und Petr (geboren 1942). Richard wurde nach Theresienstadt deportiert, schließlich auch seine Kinder. Alle Kinder und auch Richard konnten überleben. 1947 benannte sich die Familie in Malinova um. Auch Bruder Egon überlebte; seine Erinnerungen erschienen als Buch (Stanislav Poskočil: Egon Morgenstern – Přežil jsem peklo gulagu). Ihr Bruder Armin war im Widerstand gewesen und wurde Ehrenbürger von Lostice. |
|              | Růžena Munková (geb. Kohnová)                                                                                               | Vlhká 15 ·                | Růžena Munková wurde am 16. Dezember 1884 geboren. Am 28. Januar 1942 wurde sie mit dem Transport U (ihre Nummer auf dem transport lautete 346) von Brünn nach Theresienstadt deportiert; von dort wurde sie am 11. März 1942 mit dem Transport Aa (ihre Nummer auf dem Transport lautete 687) nach Izbica deportiert. Růžena Munková überlebte die Shoah nicht. |
|              | Richard Musil | Kpt. Jaroše 8 ·           | Richard Musil wurde am 22. Oktober 1881 geboren. Er war Rechtsanwalt und verheiratet mit Ida (geborene Stukhartová). Am 28. Januar 1942 wurde er zusammen mit seiner Frau mit dem Transport U von Brünn nach Theresienstadt deportiert (seine Nummer auf dem Transport lautete 124). Von dort wurde er am 11. März 1942 mit dem Transport Aa, wieder zusammen mit seiner Frau, nach Izbica überstellt (seine Nummer auf dem Transport lautete 392). Dr. Richard Musil überlebte die Shoah nicht. |
|              | Ida Musilová (geb. Stukhartová)                                                                                             | Kpt. Jaroše 8 ·           | Ida Musilová wurde am 17. März 1889 geboren. Sie war verheiratet mit dem Rechtsanwalt Richard Musil. Am 28. Januar 1942 wurde sie zusammen mit ihrem Ehemann mit dem Transport U von Brünn nach Theresienstadt deportiert (ihre Nummer auf dem Transport lautete 122). Von dort wurde sie am 11. März 1942 mit dem Transport Aa, wieder zusammen mit ihrem Mann, nach Izbica überstellt (ihre Nummer auf dem Transport lautete 145). Ida Musilová überlebte die Shoah nicht. Ihr Bruder Hugo Stukhart konnte überleben. |
|              | Oskar Oesterreicher | Plotní 2 ·                | Oskar Oesterreicher wurde am 18. Oktober 1882 in Arnau geboren. Er war Fabrikbesitzer und verheiratet mit Marie Irma, geborene Putzker. Am 4. Juli 1919 wurde das Paar Eltern eines Sohnes – Robert. Am 31. März 1942 wurde die gesamte Familie mit dem Transport Af von Brünn nach Theresienstadt deportiert (Oskar Oesterreichers Nummer auf dem Transport lautete 221). Am 6. April 1942 „verstarb“ Oskar Oesterreicher laut Sterbeurkunde um 6:50 Uhr an einer Lungenentzündung. Marie Irma Oesterreicher konnte überleben. Ihr Robert hatte sich in Großbritannien dem Widerstand angeschlossen; mehr ist über ihn nicht bekannt. |
|              | Marie Irma Oesterreicherová (geb. Putzker)                                                                                  | Plotní 2 ·                | Marie Irma Oesterreicherová wurde am 2. Februar 1896 in Dresden geboren. Sie war verheiratet mit dem Fabrikbesitzer Oskar Oesterreicher. Am 4. Juli 1919 wurde das Paar Eltern eines Sohnes – Robert. Am 31. März 1942 wurde die gesamte Familie mit dem Transport Af von Brünn nach Theresienstadt deportiert (Marie Irma Osterreicherovás Nummer auf dem Transport lautete 222). Sie überlebte den Krieg und lebte bis zu ihrem Tod 1978 in der Tschechoslowakei. Am 6. April 1942 „verstarb“ ihr Mann Oskar Oesterreicher laut Sterbeurkunde an einer Lungenentzündung. Sohn Robert hatte sich in Großbritannien dem Widerstand angeschlossen; mehr ist über ihn nicht bekannt. Ihre Eltern überlebten Theresienstadt nicht. Ihr Bruder Fritz wurde 1942 in Riga ermordet. |
|              | Berthold Oppenheim | Bratislavská 246/67 ·     | Berthold Oppenheim wurde am 6. Juli 1878 geboren. Zu seiner Familie zählte unter anderem Selma Laufer, die erste Frau von Sigfried Laufer – sie war seine Schwester. Er war Kaufmann und verheiratet mit Martha Oppenheimer, geborene Steiner. Das Paar hatte eine Tochter – Margit, geboren 1934. Am 31. März 1942 wurde er mit dem Transport Af von Brünn nach Theresienstadt deportiert (seine Nummer auf dem Transport lautete 224). Berthold Oppenheim überlebte die Shoah nicht. |
|              | Margit Oppenheim | Bratislavská 246/67 ·     | Margit Oppenheim wurde am 9. Mai 1934 geboren. Sie war die Tochter von Berthold und Martha Oppenheim. Am 31. März 1942 wurde sie zusammen mit ihren Eltern mit dem Transport Af von Brünn nach Theresienstadt deportiert (ihre Nummer auf dem Transport lautete 226). Am 26. Oktober 1942 wurde sie von hier nach Auschwitz überstellt (Transport By). Margit Oppenheim überlebte die Shoah nicht. |
|              | Martha Oppenheim (geb. Steiner)                                                                                             | Bratislavská 246/67 ·     | Martha Oppenheim wurde am 18. Dezember 1896 geboren. Sie war verheiratet mit Berthold Oppenheim, einem Kaufmann. Das Paar hatte eine Tochter – Margit, geboren 1934. Am 31. März 1942 wurde sie mit Mann und Tochter mit dem Transport Af von Brünn nach Theresienstadt deportiert (ihre Nummer auf dem Transport lautete 225). Am 26. Oktober 1942 wurde sie mit dem Transport By nach Auschwitz überstellt (ihre Nummer auf dem Transport lautete 413). Martha Oppenheim überlebte die Shoah nicht. |
|              | Alice Anna Perlhefter (geb. Troller)                                                                                        | Lidická 1863/16 ·         | Alice Anna Perlhefter wurde am 23. Dezember 1890 geboren. Sie war verheiratet mit Arthur Perlhefter. Das Paar hatte eine Tochter – Doris Julia, geboren 1920, später verheiratete Rauch. Arthur Perlhefter starb bereits 1936. Am 5. Dezember 1941 wurde Alice Anna Perlhefter mit dem Transport K von Brünn nach Theresienstadt deportiert (ihre Nummer auf dem Transport lautete 293). Am 1. September 1942 erfolgte ihre Überstellung nach Raasiku mit dem Transport Be (ihre Nummer auf dem Transport lautete 76). Alice Anna Perlhefter überlebte die Shoah nicht. Ihre Tochter Doris Julia Rauch wurde ebenfalls 1941 deportiert (erst nach Theresienstadt, 1942 nach Estland), konnte aber überleben. |
|              | Elsa Piowatá (geb. Rothschildová)                                                                                           | Štěpánská 317/3 ·         | Elsa Piowatá wurde am 8. Januar 1890 geboren. Sie war verheiratet mit Sigmund Piowaty. Das Paar hatte einen Sohn – Kurt Piowaty, geboren 1911. Sie wurde am 31. März 1942 zusammen mit ihrem Mann mit dem Transport Af (ihre Nummer auf dem Transport lautete 248) von Brünn nach Theresienstadt deportiert. Am 23. Oktober 1944 wurde sie von dort, wieder zusammen mit ihrem Mann, mit dem Transport Et (ihre Nummer auf dem Transport lautete 1094) nach Auschwitz überstellt. Elsa Piowatá überlebte die Shoah nicht. Sohn Kurt konnte 1939 fliehen. Er starb am 11. Juni 2010 als Anthony G. Vernon in Atlanta, USA. |
|              | Greta Piowatá (geb. Rothschildová)                                                                                          | Štěpánská 317/3 ·         | Greta Piowatá wurde 1896 geboren. Sie wurde 1942 nach Theresienstadt deportiert. Greta Piowatá konnte die Shoah überleben. |
|              | Kurt Piowatý | Štěpánská 317/3 ·         | Kurt Piowatý wurde am 9. Juli 1911 in Brünn geboren. Er war der Sohn von Sigmund Piowaty und Elsa Piowatá. Er studierte an der Karls-Universität in Prag Jura und arbeitete danach als Anwalt in Prag. 1939 gelang ihm mit dem letzten Zug die Flucht nach London. Dort arbeitete er, um andere Familienmitglieder nachholen zu können. Hier lernte er auch die ebenfalls aus Brünn stammende Helga Weinerovà kennen und heiratet sie. 1939 verließ das Paar London; sie gingen mit Visa für Thailand nach Panama. Hier gab Kurt Schwimmunterricht beim YMCA. Als die USA 1940 US-Visa für ausländische Staatsangehörige in der Panamakanalzone ausgab, gingen Kurt und Helga nach New York City. Sie hatten neue amerikanische Namen erhalten und hießen nun Anthony und Helen Vernon. Freunde halfen Anthony, einen Job in einer Leihbibliothek zu bekommen. Wahrscheinlich wegen des Angebotes, den südöstlichen Bereich zu managen, ziehen beide nach Atlanta. Das Paar wurde Eltern von zwei Kindern – 1946 wurde Sheryl geboren, 1948 Andrew. 1947 fuhr Anthony nach Europa auf der Suche nach überlebenden Familienmitgliedern und erkannte das Ausmaß der Shoah. In den USA wurde er auch als Erfinder erfolgreich; so entwickelte er die Plastikhüllen für Taschenbücher und half dabei, eine Maschine zu entwickeln, die diese Hüllen herstellen konnte. 1954 gründete er eine Firma, die American Library Line. Im selben Jahr ließ er sich von Helen scheiden; 1960 heiratete er Evelyn Goldberg. Am 9. Juni 1910 starb er und hinterließ zwei Kinder und drei Enkelkinder. |
|              | Sigmund Piowatý | Štěpánská 317/3 ·         | Sigmund Piowatý wurde am 5. August 1879 in Brünn geboren. Er war Fleischer. Verheiratet war er mit Elsa Piowatá (geborene Rothschildová). Das Paar hatte einen Sohn – Karl Piowaty, geboren 1911. Am 31. März 1942 wurde Sigmund Piowatá zusammen mit seiner Frau mit dem Transport Af (seine Nummer auf dem Transport lautete 247) nach Theresienstadt deportiert. Von dort wurde er, wieder zusammen mit seiner Frau, mit dem Transport Et (seine Nummer auf dem Transport lautete 1093) nach Auschwitz überstellt. Sigmund Piowaty und seine Frau überlebten die Shoah nicht. Sein Sohn Karl konnte 1939 fliehen und sich ein Leben in den USA aufbauen (dort als Anthony G. Vernon) und hatte dort eine große Familie (siehe Karl Piowaty). |
|              | Emil Victor Putzker | Plotní 2 ·                | Dr. Emil Victor Putzker wurde am 2. April 1861 geboren. Er war Rechtsanwalt und verheiratet mit Emma Putzerková. Das Paar hatte zwei Kinder, Marie Irma (geboren 1896) und Fritz (geboren 1891). Zusammen mit seinem Sohn Fritz, ebenfalls ein Rechtsanwalt, führte er eine Kanzlei in der Anastasius-Grün-Gasse in Brünn. Am 29. März 1942 wurde er zusammen mit seiner Frau mit dem Transport Ae von Brünn nach Theresienstadt deportiert (seine Nummer auf dem Transport lautete 136). Bereits zwei Tage später, am 31. März 1942, starb er laut Totenschein an Herzschwäche. Seine Frau hat die Shoah ebenfalls nicht überlebt; sie starb in Theresienstadt, Sohn Fritz wurde 1942 in Riga ermordet. Tochter Marie Irma konnte überleben. |
|              | Fritz Putzker | Plotní 2 ·                | Fritz (Bedřich) Putzker wurde am 5. Oktober 1891 geboren. Seine Eltern waren Dr. Emil Victor Putzker und Emma Putzkerová. Er hatte eine 1896 geborene Schwester – Marie Irma. Fritz Putzker war Rechtsanwalt und hatte mit seinem Vater eine Kanzlei in der Anastasius-Grün-Gasse in Brünn. Am 5. Dezember 1941 wurde er mit dem Transport K nach Theresienstadt deportiert (seine Nummer auf dem Transport lautete 119); von dort wurde er am 15. Januar 1942 mit dem Transport P nach Riga überstellt (seine Nummer auf dem Transport lautete 340). Fritz (Bedřich) Putzker überlebte die Shoah nicht. Seine Eltern wurden 1942 ebenfalls nach Theresienstadt deportiert und haben auch nicht überlebt. Einzig Schwester Marie Irma überlebte. |
|              | Emma Putzkerová (geb. Redlichová)                                                                                           | Plotní 2 ·                | Emma Putzkerová wurde am 14. Juni 1867 geboren. Sie war verheiratet mit dem Rechtsanwalt Dr. Emil Viktor Putzker. Das Paar hatte zwei Kinder – Marie Irma (geboren 1896) und Fritz (geboren 1891). Am 29. März 1942 wurde sie zusammen mit ihrem Mann mit dem Transport Ae von Brünn nach Theresienstadt deportiert (ihre Nummer auf dem Transport lautete 137). Laut Totenschein soll Emma Putzkerová am 29. Oktober 1942 an einem Darmkatarrh verstorben sein. Ihr Mann hat Theresienstadt auch nicht überlebt; zwei Tage nach der Ankunft im Ghetto wurde sein Totenschein ausgestellt. Sohn Fritz wurde in Riga ermordet. Auch Tochter Marie Irma wurde deportiert, konnte aber überleben. |
|              | Julia Rauch (geb. Perlhefter)                                                                                               | Lidická 1863/16 ·         | Doris Julia Rauch wurde 1920 geboren. Ihre Eltern waren Alice Anna und Arthur Perlhefter. 1936 starb ihr Vater. 1941 wurde sie nach Theresienstadt deportiert und von dort 1942 nach Estland überstellt. Doris Julia Rauch überlebte. |
|              | Friedrich Redlich | Hybešova 42 ·             | Friedrich (Bedřich) Hynek Redlich wurde am 12. November 1893 geboren. Er war Industrieller und Unternehmer. Verheiratet war er mit Marianne, geborene Löw. Die Ehe wurde 1928 geschieden. 1939 flüchtete er mit seiner Schwester Stefanie Redlich nach Paris. Doch er kehrte nach Brünn zurück. 1942 wurde seine Fabrik arisiert, und er wurde am 8. April 1942 mit dem Transport A1 von Brünn nach Theresienstadt deportiert (seine Nummer auf dem Transport lautete 114). In Theresienstadt verliebte er sich, und als diese Frau auf einen Transport musste, begleitete er sie freiwillig und er wurde am 23. Oktober 1944 mit dem Transport Et nach Auschwitz überstellt (seine Nummer auf dem Transport lautete 549). Da er schon grauhaarig war, wurde er sofort von der Rampe in die Gaskammer geschickt. Friedrich (Bedřich) Hynek Redlich wurde in Auschwitz durch Vergasung ermordet. |
|              | Vojtěch Rosický | Drobného 315/54 ·         | Vojtěch Rosický wurde am 30. Oktober 1880 in Prag geboren. Er war Mineraloge und Professor an der Masaryk-Universität; dort gründete der das Institut für Mineralogie. Er schloss sich dem Widerstand an, wurde deswegen 1941 verhaftet und im Januar 1942 ins KZ Mauthausen deportiert. Dort kam Vojtěch Rosický aufgrund mangelhafter Ernährung, Folter und des harten Winters am 9. Februar 1942 zu Tode. |
|              | Rosa Rothschildová (geb. Pollaková)                                                                                         | Štěpánská 317/3 ·         | Rosa Rothschildová wurde 1866 geboren. Sie wurde 1942 nach Theresienstadt deportiert. Sie konnte überleben. |
|              | Viktor Roubíček | Františky Stránecké 545/7 | Viktor Roubíček wurde am 20. November 1885 in Vlašim geboren. Er hatte eine 1897 geborene Schwester namens Růžena. Er besuchte ein Gymnasium in Benešov und studierte dann an der Karls-Universität Prag Jura. Ab 1912 war er Sekretär der Mährischen Anwaltskammer in Brünn. Roubíček war schon in seiner Heimatstadt Mitglied beim Sokol und wurde 1931 auch Mitglied des Sokol Brno I, nahm aber nicht aktiv an Vereinsaktivitäten teil. Am 8. April 1942 wurde Viktor Roubíček mit dem Transport Ai (seine Transportnummer war die 880) von Brünn nach Theresienstadt deportiert. Von hier wurde er am 28. Oktober 1944 mit dem Transport Ev (seine Nummer auf dem Transport war die 367) nach Auschwitz deportiert. Viktor Roubíček wurde hier Tag der Ankunft, den 28. Oktober 1944, ermordet. Auf einer Gedenktafel für die Opfer der Besatzung unter den Mitgliedern des Sokol Brünn I in der Kounicova 20-22/01 wird seiner namentlich gedacht. Seine Schwester Růžena Roubíčková wurde am 12. Oktober 1944 ebenfalls in Auschwitz ermordet. |
|              | František Skorkovský | Běhounská 105/1 ·         | František Skorkovský wurde am 1. Oktober 1909 in Triest geboren. Er war das älteste von drei Kindern. Er studierte Rechtswissenschaften an der Masaryk-Universität und promovierte 1937. Er war politisch aktiv und Studentenführer. Am 11. November 1939 kam es in Prag zu Protesten gegen die deutsche Besatzung, während derer der Student Jan Opletal getötet wurde. Skorkovský beteiligte sich an den Vorbereitungen zur Beisetzung Opletals. Am 17. November wurde Skorkovský zusammen mit acht weiteren Studentenführern verhaftet und ohne Prozess hingerichtet. |
|              | Eva Sobel | Orli 20 ·                 | Eva Sobel wurde am 6. Oktober 1928 in Děčín geboren. Ihre Eltern waren Dr. Emil Sobel, ein Rechtsanwalt und Nelly Sobel. Die Familie kam 1938 nach Brünn. Hier besuchte Eva als einzige Schülerin jüdischen Glaubens die Ursulinen-Schule. 1941 wurde die Schule geschlossen. Als die Familie 1942 deportiert wurde, war sie inzwischen in Prag wohnhaft. Von hier wurde Eva am 27. Juli 1942 zusammen mit ihren Eltern mit den Transport AAu nach Theresienstadt deportiert (ihre Nummer auf dem Transport lautete 399). Von dort wurde sie noch im selben Jahr am 25. August, wieder mit ihren Eltern, mit dem Transport Bc in das Vernichtungslager Maly Trostinez überstellt (ihre Nummer auf dem Transport lautete 760). Hier wurden Eva Sobel und ihre Eltern 1942 ermordet. |
|              | Antonín František Slavík | Tůmova 2086/15 ·          | Antonín František Slavík wurde am 20. Januar 1893 in Prag geboren. Er war verheiratet mit Marie, geborene Šerksová. Das Paar hatte zwei Kinder – Vladimir (geboren 1921) und Tochter Blažena (geboren 1923; sie starb bereits 1939). Er studierte an der tschechischen Technischen Universität Prag, unterbrach sein Studium, diente während des Ersten Weltkrieges in der österreichischen Armee und kämpfte an der russischen Front. Später diente er in der tschechoslowakischen Armee und wurde Offizier in der Telegrafentruppe. 1920 wurde er Kommandeur des Militärradiosenders in Bratislava. Er schloss schließlich sein Studium an der Schule für Elektrotechnik in Brünn ab, ging dann an die École supérieure d´électricité in Paris und studierte von 1926 bis 1931 Musikgeschichte und Kunstgeschichte an der Masaryk-Universität. Er beherrschte sieben Sprachen – Deutsch, Französisch, Polnisch, Englisch, Italienisch, Esperanto und Russisch. 1925 begann er seine Arbeit für Radiojournal und wurde schließlich Direktor. Er schloss sich der Widerstandsgruppe Obrana národa an. Am 14. Dezember 1939 wurde er deswegen verhaftet. Zuerst wurde er in die Festung Špilberk gebracht, dann ins Kounicovy koleje, einem Gebäude, das ursprünglich ein Studentenwohnheim war und seit 1940 als Gestapo-Gefängnis und Hinrichtungsstätte diente, dann nach Berlin. Hier wurde er am 9. Juni 1942 zum Tode verurteilt und in das Strafgefängnis Plötzensee verbracht. Am 27. Oktober 1942 wurde das Todesurteil in Plötzensee vollstreckt. |
|              | Hugo Sonnenschein | Malinovského náměstí 5 ·  | Dr. Hugo Sonnenschein wurde am 26. April 1897 in Kyjov na Moravě geboren. Er war Psychiater und verheiratet mit Trude, geborene Mayer. Das Paar hatte zwei Kinder – Otto (geboren 1927) und Pavel (geboren 1931). Die Familie lebte in Brünn. Am 8. April 1942 wurde er mit seiner Frau und die zwei Söhnen mit dem Transport Ai nach Theresienstadt deportiert (seine Nummer auf dem Transport lautete 583). Von dort erfolgte am 23. Oktober 1944 seine Überstellung nach Auschwitz mit dem Transport Et (seine Nummer auf dem Transport lautete 1391); wiederum wurde die gesamte Familie überstellt. Dr. Hugo Sonnenschein überlebte die Shoah nicht; auch seine Frau Trude und sein Sohn Paul überlebten nicht. Sohn Otto Slunský wurde von Auschwitz nach Buchenwald überstellt und überlebte. |
|              | Pavel Sonnenschein | Malinovského náměstí 5 ·  | Pavel Sonnenschein wurde am 9. April 1931 in Brünn geboren. Er war das jüngste Kind von Dr. Hugo Sonnenschein und Trude Sonnenscheinová. Am 8. April 1942 wurde er zusammen mit seinem Bruder und seinen Eltern mit dem Transport Ai nach Theresienstadt deportiert (seine Nummer auf dem Transport lautete 586). Am 23. Oktober 1944 erfolgte seine Überstellung in das KZ Auschwitz mit dem Transport Et (seine Nummer lautete 1393), wiederum zusammen mit seiner Familie. Pavel Sonnenschein überlebte die Shoah nicht, ebenso wie seine Eltern. Sein älterer Bruder Otto Slunský konnte überleben. |
|              | Otto Slunský-Sonnenschein                                                                                                   | Malinovského náměstí 5 ·  | Otto Slunský-Sonnenschein wurde 1937 geboren. Er war der älteste Sohn von Hugo Sonnenschein und Trude Sonnenscheinová. Am 8. April 1942 wurde er zusammen mit seinem Bruder und seinen Eltern mit dem Transport Ai nach Theresienstadt deportiert. Am 23. Oktober 1944 erfolgte seine Überstellung in das KZ Auschwitz mit dem Transport Et. Von dort wurde er nach Buchenwald überstellt. Otto Slunský-Sonnenschein konnte überleben. Seine Eltern und sein Bruder Pavel überlebten die Shoah nicht; sie wurden wahrscheinlich in Auschwitz ermordet. |
|              | Trude Sonnenscheinová (geb. Mayer)                                                                                          | Malinovského náměstí 5 ·  | Trude (Gertruda) Sonnenscheinová wurde am 12. Dezember 1902 geboren. Sie war verheiratet mit dem Psychiater Hugo Sonnenschein. Das Paar lebte in Brünn und hatte zwei Söhne – Otto (geboren 1927) und Pavel (geboren 1931). Am 8. April 1942 wurde Trude Sonnenscheinová zusammen mit Kindern und ihrem Ehemann mit dem Transport Ai nach Theresienstadt deportiert (ihre Nummer auf dem Transport lautete 584). Am 23. Oktober 1944 erfolgte ihre Überstellung in das KZ Auschwitz mit dem Transport Et (ihre Nummer auf dem Transport lautete 1392). Trude Sonnenscheinová überlebte die Shoah nicht; auch ihr Mann und Sohn Pavel wurden höchstwahrscheinlich in Auschwitz ermordet. Sohn Otto Slunský-Sonnenschein konnte überleben. |
|              | Karolina Tieberová (geb. Friedelová)                                                                                        | Tolstého 496/26 ·         | Karolina Tieberová geb. Friedelová, auch Karla, wurde am 1. September 1873 geboren. Ihre letzte Wohnadresse vor Deportation war in Kroměříž. Sie wurde am 30. Juni 1942 mit dem Transport AAg von Olmütz ins KZ Theresienstadt deportiert. Ihre Transportnummer war 877 von 901. In Theresienstadt wurde sie am 8. August 1942 vom NS-Regime ermordet. |
|              | Hugo Traub | Čápkova 5 ·               | Hugo Traub wurde am 18. April 1879 in Čáslav geboren. Er studierte Geographie und Geschichte an der Karls-Universität in Prag. Er arbeitete als Lehrer an Gymnasien und wurde ab 1930 Honorar-Dozent an der Technischen Universität Brünn. Er verfasste mehrere Fachbücher und Fachartikel, vor allem zur politischen Entwicklung des 19. Jahrhunderts. Am 26. Dezember 1907 heiratete er Ela, geborene Oplatková. Am 15. November 1908 wurde Sohn Jiří Rostislav geboren. Ab 1939 durfte er nicht mehr unterrichten und wurde aus „rassischen Gründen“ entlassen. Am 29. März 1942 wurde Hugo Traub zusammen mit seiner Frau mit dem Transport Ae von Brünn nach Theresienstadt deportiert (seine Gefangenennummer auf diesem Transport lautete 400); von dort erfolgte die Überstellung von ihm und seiner Frau nach Izbica mit dem Transport Aq (seine Gefangenennummer auf diesem Transport lautete 772). Mit diesem Transport wurde 999 Menschen nach Izbica gebracht. Nur zwei davon überlebten. Hugo Traub und seine Frau Ela überlebten die Shoah nicht. Sein Sohn Jiří Rostislav Traub wurde Jurist und heiratete die Literaturkritikerin Vera Lišková, die bei einem Bombenangriff 1944 ums Leben kam; Jiří Rostislav konnte überleben. |
|              | Ela (Elly) Traubová (geb. Oplatková)                                                                                        | Čápkova 5 ·               | Ela Traubová wurde am 17. November 1887 in Mělník geboren. Am 26. Dezember 1907 heiratete sie Hugo Traub, einen Historiker. 1908 wurde der gemeinsame Sohn Jiří Rostislav geboren. Am 29. März 1942 wurde Ela Traubová zusammen mit ihrem Mann mit dem Transport Ae von Brünn nach Theresienstadt deportiert (ihre Nummer auf diesem Transport lautete 401); von dort erfolgte die Überstellung von ihr und ihrem Mann nach Izbica mit dem Transport Aq (ihre Nummer auf diesem Transport lautete 773). Mit diesem Transport wurde 999 Menschen nach Izbica gebracht; nur zwei davon überlebten. Ela Traubová und ihr Mann Hugo überlebten die Shoah nicht. |
|              | Jan Uher | Rudišova 161/6 ·          | Jan Uher wurde am 28. Januar 1880 in Prostějov geboren. Er war verheiratet mit Milada, geborene Nedělníková. Das Paar hatte zwei Söhne – Boris (geboren 1923) und Jan (geboren 1928). Er war Lehrer an verschiedenen Schulen und wurde 1919 für drei Jahre persönlicher Bibliothekar des damaligen Staatspräsidenten Tomáš Garrigue Masaryk. 1935 erfolgte seine Berufung zum Außerordentlichen Professor für Erziehungswissenschaften an die Masaryk-Universität. Er wurde auch Professor an der Comenius-Universität (1937 bis 1938) und Studiendirektor der Staatlichen Pädagogischen Akademie Bratislava. Jan Uher schloss sich der Widerstandsgruppe Obrana národa (Verteidiger der Nation) an. Am 20. November 1939 wurde er deswegen verhaftet, kam zuerst in ein Gefängnis in der Mozartstraße in Brünn, dann in die Festung Špilberk; von dort kam er Ende Januar 1940 in ein Gefängnis nach Breslau. Im Juni 1941 wurde er in ein Gefängnis nach Diez an der Lahn verlegt. Am 9. Juni 1942 wurde Jan Uher in Berlin-Moabit zum Tode verurteilt; das Todesurteil wurde am 27. Oktober 1942 in Berlin-Plötzensee durch Enthauptung vollstreckt. |
|              | Armin Weiner | Žampachova 1721/4 ·       | |
|              | Anna Weinerová (geb. Perlhefter)                                                                                            | Žampachova 1721/4 ·       | Anna Weinerová wurde am 8. August 1893 geboren. Sie war verheiratet mit Armin Weiner. Das Paar hatte drei Kinder: Hansi (geboren 1916), Hetty (geboren 1917) und Helga (geboren 1920). 1939 kann Annas gesamte Familie flüchten, nur sie bleibt in Brünn zurück. Am 12. Oktober 1944 wurde sie mit dem Transport U von Brünn nach Theresienstadt deportiert (ihre Nummer auf dem Transport lautete 774); von hier wurde sie am 12. Oktober 1944 mit dem Transport Eq nach Auschwitz überstellt (ihre Nummer auf dem Transport lautete 1450). Anna Weinerová überlebte die Shoah nicht. Tochter Helga floh erst nach London, gelangte dann nach Panama und schließlich in die USA. Auch die Geschwister Hetty und Hansi flüchteten 1939 zusammen mit dem Vater und überlebten. |
|              | Helena Weiszová | Jakubské náměstí 4 ·      | Helena Weiszová wurde am 7. April 1907 geboren. Am 23. März 1942 wurde sie mit dem Transport Ad von Brünn nach Theresienstadt deportiert (ihre Nummer auf dem Transport lautete 618). Am 1. April 1942 erfolgte ihre Überstellung mit dem Transport Ag (ihre Nummer auf dem Transport lautete 761) in das Ghetto von Piaski. Aus diesem Ghetto erfolgte höchstwahrscheinlich der Transport ins Vernichtungslager Belzec. Helena Weiszová überlebte die Shoah nicht. |
|              | Marie Weiszová | Jakubské náměstí 4 ·      | Marie Weiszová wurde 1876 geboren. Am 23. März 1942 wurde sie mit dem Transport Ad von Brünn nach Theresienstadt deportiert. Am 1. April 1942 erfolgte ihre Überstellung mit dem Transport Ag in das Ghetto von Piaski. Aus diesem Ghetto erfolgte höchstwahrscheinlich der Transport ins Vernichtungslager Belzec. Marie Weiszová überlebte die Shoah nicht. |
|              | Hans Klaus Zeisel | Bratislavská 183/2 ·      | Hans Klaus Zeisel wurde am 31. Januar 1918 in Brünn geboren. Er war das einzige Kind von Louis Zeisel und seiner Frau Lina. Er studierte Medizin, bevor er 1939 floh und in die USA emigrierte. Hier lebte er als Charles Jan Zeman, wurde Vater dreier Kinder und verstarb am 14. November 1975 in Kalamazoo. |
|              | Louis Zeisel | Bratislavská 183/2 ·      | Louis Zeisel wurde am 23. August 1880 in Brünn geboren. Er war verheiratet mit Lina, geborene Rothschild. Das Paar hatte einen Sohn – Hans Klaus (geboren 1918). Am 29. März 1942 wurde Louis Zeisel zusammen mit seiner Frau mit dem Transport Ae nach Theresienstadt deportiert (seine Nummer auf dem Transport lautete 22); von hier erfolgte seine Überstellung nach Izbica mit dem Transport Aq am 27. April 1942 (seine Nummer auf dem Transport lautete 741), wiederum zusammen mit seiner Gattin Lina. Louis Zeisel und seine Frau überlebten die Shoah nicht. |
|              | Lina Zeiselova (geb. Rothschild)                                                                                            | Bratislavská 183/2 ·      | Lina Zeiselová wurde am 18. August 1891 in Brünn geboren. Sie war verheiratet mit Louis Zeisel. Das Paar hatte einen Sohn – Hans Klaus (geboren 1918). Am 29. März 1942 wurde sie zusammen mit ihrem Mann mit dem Transport Ae nach Theresienstadt deportiert (ihre Nummer auf dem Transport lautete 23); von hier erfolgte ihre Überstellung nach Izbica mit dem Transport Aq am 27. April 1942 (ihre Nummer auf dem Transport lautete 742), wiederum zusammen mit ihrem Mann. Lina Zeiselová und ihr Mann überlebten die Shoah nicht. |

## Verlegedaten
Die Verlegungen in Brünn fanden an folgenden Tagen statt:
- 11. August 2010: Plotní 2[21]
- 16. Juni 2011: Bratislavská 183/2, Bratislavská 246/67, Bratislavská 250/69, Štěpánská 317/3, Táborská 923/193a, Žampachova 1721/4, Vlhká 176/19[22]
- 19. Juli 2013: Burianovo náměstí 13/113, Čápkova 13/5, Františky Stránecké 545/7, Grohova 56a, Lesnická 1802/11, Mášova 744/24, Tolstého 496/26.[23]